# Водоспад «Кулівецький»
Водоспа́д «Куліве́цький» — геологічна пам'ятка природи місцевого значення в Україні. Розташована в межах Кадубовецької сільської громади Чернівецького району Чернівецької області, в селі Кулівці.
Площа 0,2 га. Статус присвоєно згідно з рішенням облвиконкому від 17.03.1992 року № 72. Перебуває у віданні: Кулівецька сільська рада.
Статус присвоєно для збереження мальовничого водоспаду на невеликому потоці (ліва притока Дністра).